# Clytocerus zuluensis
Clytocerus zuluensis és una espècie d'insecte dípter pertanyent a la família dels psicòdids.

## Distribució geogràfica
Es troba a Àfrica: Sud-àfrica.